# El Olimpo
El Olimpo är en ort i Mexiko.   Den ligger i kommunen Tacámbaro och delstaten Michoacán de Ocampo, i den södra delen av landet, 240 km väster om huvudstaden Mexico City. El Olimpo ligger 1 783 meter över havet och antalet invånare är 128.
Terrängen runt El Olimpo är lite bergig, och sluttar söderut. Runt El Olimpo är det ganska tätbefolkat, med 80 invånare per kvadratkilometer. Närmaste större samhälle är Tacámbaro de Codallos, 1,9 km söder om El Olimpo. I omgivningarna runt El Olimpo växer huvudsakligen savannskog.